# Église Saint-Rambert de Lyon
L'église Saint-Rambert est une église située dans le 9e arrondissement de Lyon.

## Histoire

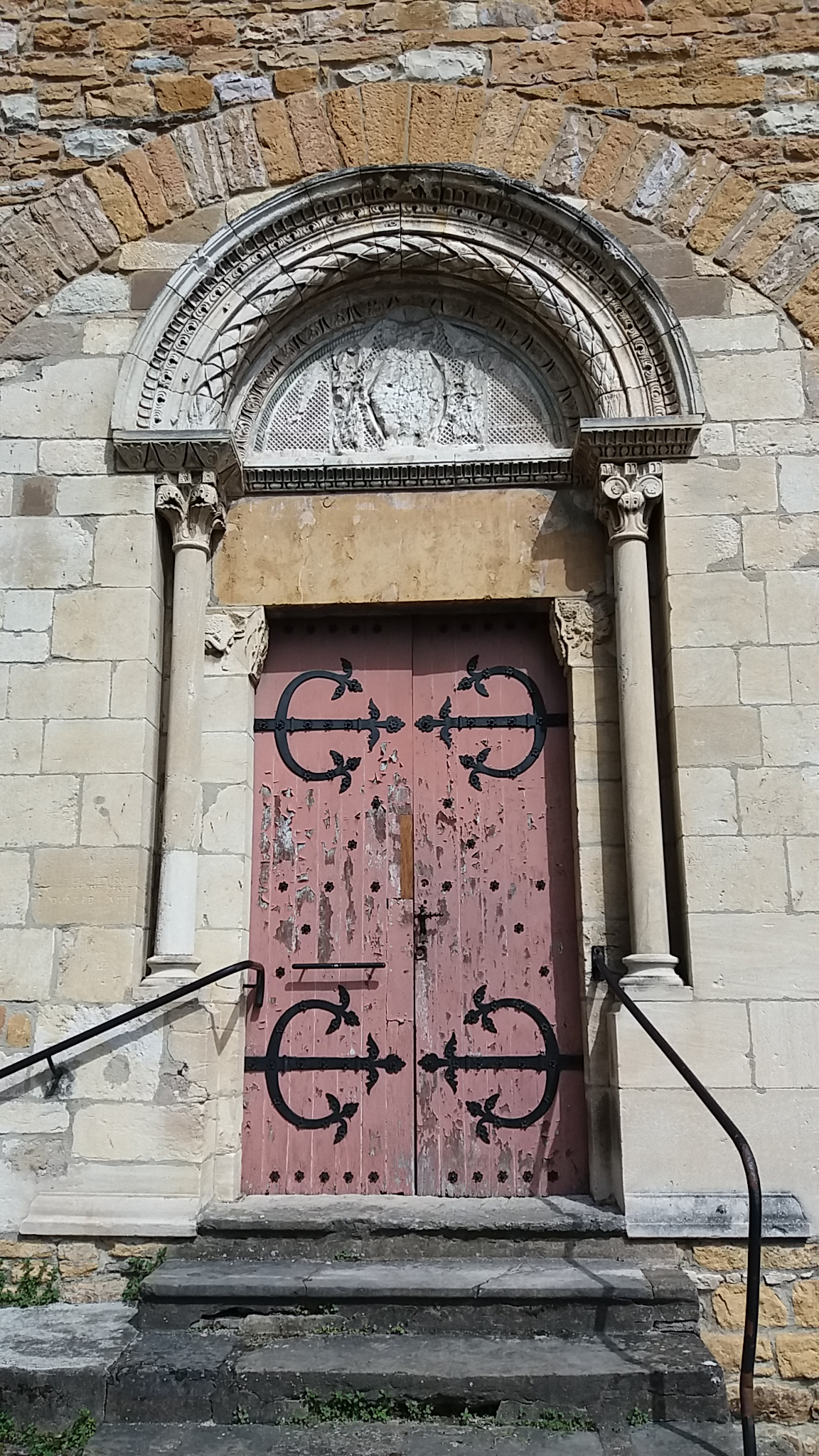
Porte de l'ancienne église insérée dans le mur latéral.

Le bourg de Saint-Rambert a eu au XIIe siècle une église sous le vocable de Nicolas, Minerve et Éléazar. Une église romane à nef unique est construite au XIIIe siècle sous le vocable de Saint-Rambert.
L'église romane tombe en ruine, sa destruction permet d'élargir le Grande Rue. Une grande église est construite plus haut en 1840, alignée sur la rue, ce qui lui donne un axe inhabituel nord-sud.

## Description
L'église est orientée sud-est. Elle dispose de trois nefs voûtées avec double colonnade et trois absides. Ses vitraux viennent de l'atelier Pagnon-Deschelettes et ses peintures ont été réalisées par Jacobé Razuré.